# رده (نوردراین-وستفالن)
شهر رده (به آلمانی: Rhede) در ایالت نوردراین-وستفالن در کشور آلمان واقع شده‌است.